# 郭世勋
郭世勋（？—1794年），汉军正红旗人，清朝政治人物。
早年自笔帖式擢吏部主事。选福建龙岩州知州。乾隆三十四年（1769年）任兴化府知府。乾隆五十四年（1789年），擢贵州巡抚，调广东巡抚。英國馬戛爾尼訪華，嚴行拒絕留居要求，並禁止內地人與其勾結。高宗賜荷包嘉獎。乾隆五十九年（1794年）入覲，途中發病，到京師卒，賜祭葬。《清史稿》有传。

## 延伸閱讀
[在维基数据编辑]
 《清史稿/卷332》，出自趙爾巽《清史稿》

- 编纂委员会. . 福建: 福建省地方志编纂委员会. 2001年.

| 官衔        | 官衔                                             | 官衔          |
| ----------- | ------------------------------------------------ | ------------- |
| 前任： 嘉謨 | 龍巖州知州 乾隆二十九－三十四年 （1764－1769年） | 繼任： 楊遇   |
| 前任： 黄宽 | 兴化府知府 乾隆三十四－三十八年 （1769－1773年） | 繼任： 謝維祺 |